# Mongi Dalhoum
Mongi Dalhoum (منجي دلهوم), né le 13 janvier 1945, est un joueur et entraîneur de football tunisien. Attaquant, il est jusqu'ici le meilleur buteur de l'histoire du seul club où il a joué, le Club sportif sfaxien. Maître d'éducation physique, il a mis fin à sa carrière assez tôt pour se consacrer à sa profession et à celle d'entraîneur.

## Biographie
Après une carrière chez les jeunes, il rejoint les seniors en 1962 et s'illustre rapidement en remportant à 19 et 21 ans le titre de meilleur buteur du championnat de Tunisie. Appelé en sélection nationale, il se heurte à la concurrence de plusieurs grands attaquants et ne totalise que sept sélections.
Sa carrière d'entraîneur est satisfaisante, notamment à la tête de deux autres clubs de Sfax: le Stade sportif sfaxien et l'Océano Club de Kerkennah qui, grâce au cachet défensif qu'il lui avait donné, avait assuré sa place en division nationale pour quelques années. À partir de 1994, il se consacre à la direction technique des catégories de jeunes des clubs de Sfax et Gabès.

## Parcours
- Joueur :
  - 1960-1962 : Club tunisien (actuel Club sportif sfaxien) (jeunes)
  - 1962-1971 : Club sportif sfaxien
- Entraîneur :
  - 1971-1974 : Stade sportif sfaxien
  - 1974-1975 : Club sportif sfaxien (espoirs)
  - 1975-1979 : Océano Club de Kerkennah
  - 1979-1980 : Club sportif sfaxien
  - 1980-1981 : Club sportif hilalien
  - 1981-1983 : Océano Club de Kerkennah
  - 1983-1985 : Stade sportif sfaxien
  - 1985 : Progrès sportif de Sakiet Eddaïer
  - 1985-1986 : Stade gabésien
  - 1988-1989 : Stade gabésien
  - 1989-1990 : Océano Club de Kerkennah
  - 1991 : Club sportif sfaxien
  - 1997-1998 : El Makarem de Mahdia

## Palmarès
- Vainqueur du championnat de Tunisie en 1969 et 1971 ;
- Vainqueur de la coupe de Tunisie en 1971 ;
- Vainqueur du championnat de Tunisie juniors en 1960 ;
- Vainqueur de la coupe de Tunisie espoirs en 1966 ;
- Meilleur buteur du championnat tunisien en 1964 (quinze buts) et 1966 (18 buts).

## Statistiques

### Club sportif sfaxien
- 177 matchs, 80 buts en championnat
- 35 matchs, 25 buts en coupe
- 2 matchs, 1 but en coupe du Maghreb des clubs champions

### Sélection nationale
- 7 sélections, 1 but marqué contre l'Éthiopie le 12 novembre 1965 en phase finale de la Coupe d'Afrique des nations